# Quang Trung, thị xã Sơn Tây
Quang Trung là một phường thuộc thị xã Sơn Tây, thành phố Hà Nội, Việt Nam.

## Vị trí địa lý
Phường Quang Trung nằm ở giữa thị xã Sơn Tây, tại vị trí phía Nam thành cổ Sơn Tây.
Phía Đông giáp phường Viên Sơn
Phía Bắc giáp phường Lê Lợi
Phía Tây Bắc giáp phường Ngô Quyền
Phía Tây và Tây Nam giáp phường Trung Hưng (ranh giới là sông Tích)
Phía Nam giáp phường Sơn Lộc (làng Ái Mỗ)
Phía Đông Nam giáp huyện Phúc Thọ (xã Tích Giang).
Phía Đông phường Quang Trung là đoạn mở đầu của quốc lộ 21, bắt đầu từ ngã tư giao cắt với quốc lộ 32. Phường Quang Trung nằm trên đất các làng Mai Trai (Man Trai), Nghĩa Phủ (Nghĩa Đảm), một phần Ái Mỗ (Kính Mỗ) và một phần làng Thuần Nghệ,... xưa thuộc tổng Thanh Vị, huyện Minh Nghĩa, phủ Quảng Oai, tỉnh Sơn Tây. Rìa phía Đông Bắc phường Quang Trung là chợ Nghệ. Các đường phố chính nằm trên địa bàn phường gồm: phố Quang Trung, phố Phạm Hồng Thái, phố Thuần Nghệ, phố Phùng Khắc Khoan, phố Lê Quý Đôn, phố Nguyễn Thái Học.